# Amaranthus sparganiocephalus
Amaranthus sparganiocephalus är en amarantväxtart som beskrevs av Albert Thellung. Amaranthus sparganiocephalus ingår i släktet amaranter, och familjen amarantväxter. Inga underarter finns listade i Catalogue of Life.